# سیارک ۹۸۱۲
سیارک ۹۸۱۲ (به انگلیسی: 9812 Danco، نامگذاری:1998SJ144) نه هزار و هشتصد و دوازدهمین سیارک کشف شده‌است که در ۱۸ سپتامبر ۱۹۹۸ کشف شد.
قدر مطلق سیارک برابر ۱۸.۶ است.